# Toxic
«Toxic» (en español: «Tóxico») es una canción interpretada por la cantante estadounidense Britney Spears, incluida originalmente en su cuarto álbum de estudio, In the Zone (2003), ganadora de un premio Grammy en la categoría «mejor grabación dance» en los Premios Grammy de 2005. El sello discográfico Jive Records la publicó como el segundo sencillo del álbum el 12 de enero de 2004. Fue compuesta y producida por Bloodshy & Avant, con escritura adicional de Cathy Dennis y Henrik Jonback. Fue la segunda canción más escuchada en las radios de toda la década del 2000. Musicalmente, «Toxic» es una canción dance pop con influencias de bhangra. Su letra trata sobre la adicción de una chica a los besos de un hombre, al que cataloga como una droga peligrosa; la estructura musical de la canción incorpora muestras del tema principal de las películas de James Bond.
«Toxic» obtuvo reseñas muy positivas por parte de los críticos, quienes la catalogaron como la canción más fuerte de In the Zone y elogiaron su gancho y estribillo. Por otro lado, la audiencia la catalogó como la mejor canción de Spears, según un sondeo realizado en julio de 2011 por la revista Rolling Stone. Además, Bill Lamb de About.com la ubicó en el puesto número 27 en una lista de las mejores canciones pop de todos los tiempos. La canción ganó un premio Grammy en la categoría de mejor grabación dance en la ceremonia de 2005, siendo el primer y, hasta la fecha, único Grammy ganado por Spears.
El video musical de «Toxic» fue dirigido por Joseph Kahn y muestra varias facetas de Spears, primero como una azafata y después como una agente secreta que busca un líquido verde para envenenar a un antiguo amor; también incluye otras escenas de Spears desnuda con diamantes pegados a su cuerpo. El video tuvo un costo de $1 millón de dólares; recibió cuatro nominaciones en los MTV Video Music Awards 2004 y gozó de un gran éxito comercial. Años más tarde, según un sondeo realizado por la página web Muzu.tv, este fue escogido como el video musical más «sexy» de todos los tiempos. Ello, tras haber superado a videos musicales como «Hung Up» de Madonna y «Dirrty» de Christina Aguilera. Por otro lado, la audiencia lo catalogó como el mejor video de Spears, según un sondeo realizado en enero de 2011 por Billboard, y como el segundo mejor video de la década de 2000, de acuerdo a un sondeo realizado en agosto del mismo año por la revista. El video fue publicado en YouTube el 29 de octubre de 2009 (cinco años después del lanzamiento original del video) y cuenta con más de 520 millones de reproducciones.
«Toxic» se posicionó en el número 1 de las listas musicales de Australia, Canadá, Irlanda, Noruega y el Reino Unido; ingresó en el top 10 de las de Alemania, Austria, Bélgica, Dinamarca, los Estados Unidos, Finlandia, Francia, Italia, Nueva Zelanda, los Países Bajos, Suecia y Suiza; se convirtió en el sencillo más exitoso de In the Zone, y en uno de los sencillos más exitosos y representativos de Britney Spears, después de «...Baby One More Time» y «Oops!... I Did It Again».
De acuerdo a Yahoo!, «Toxic» ha vendido más de seis millones de copias alrededor del mundo, lo que le convierte en uno de los sencillos de mayor éxito comercial a nivel mundial de la primera década 2000, solo superado por «Hips Don't Lie» y «My Humps», convirtiéndose en la tercera canción más vendida en la década de 2000.
Aunque varios artistas, incluyendo a Mark Ronson y la banda rusa Kit-i, han realizado versiones de «Toxic», la más exitosa de ellas ha sido la realizada por el elenco de Glee, la que debutó en la posición n.º 16 de Billboard Hot 100, luego de vender 109 000 descargas digitales en su primera semana en los Estados Unidos. La canción forma parte de la banda sonora de la película Pitch Perfect 3. En el 2010, a la canción se le hizo una versión interpretada por The Hit Crew para el videojuego de baile Just Dance 2, posteriormente en el 2017 sería introducida en el servicio de Just Dance Unlimited en Just Dance 2018.

## Antecedentes y composición

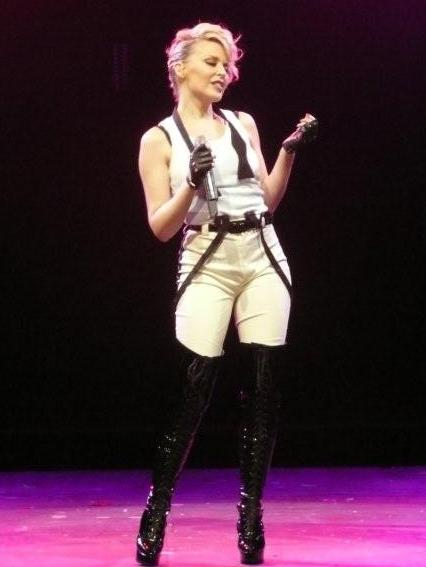
Inicialmente, la canción fue ofrecida a la cantante australiana Kylie Minogue, pero rechazó la propuesta.

Cathy Dennis, Henrik Jonback, Christian Karlsson y Pontus Winnberg, estos dos últimos del dúo productor Bloodshy & Avant compusieron «Toxic», mientras que Karlsson y Winnberg también la produjeron. Originalmente ofrecieron la canción a la cantante australiana Kylie Minogue para su noveno álbum de estudio, Body Language de 2003, pero Minogue la rechazó. Más tarde, la australiana comentó: «No estaba enojada en absoluto cuando funcionó para ella. Es como el pez que se escapó. Simplemente tienes que aceptarlo». Karlsson y Winnberg se encargaron de las sesiones de grabación que se llevaron a cabo en los estudios Murlyn en Estocolmo, Suecia, y en los Record Plant en Hollywood, California. Luego, Niklas Flyckt mezcló la canción en los Khabang Studios en Estocolmo. En diciembre de 2003, MTV News anunció que, tras intentar elegir entre «(I Got That) Boom Boom» y «Outrageous», Spears finalmente eligió «Toxic» como el segundo sencillo del disco. La cantante la describió como una canción rápida, «muy diferente», por lo cual le gustaba mucho.

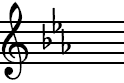
«Toxic» está compuesta en la tonalidad de do menor.

«Toxic» es una canción dance pop con elementos de electropop y bhangra. Presenta una instrumentación variada, como batería, sintetizadores, violines y cuerdas agudas. También contiene una guitarra surf, que según Caryn Ganz de Spin, «se deforma y se pavonea como si hubiera sido introducida en The Matrix»; la música también fue comparada con las bandas sonoras de las películas de James Bond. Según la partitura publicada en Musicnotes.com por EMI Music Publishing, la canción está compuesta en la tonalidad de do menor, con un tempo de 143 pulsaciones por minuto; se encuentra en el compás de 4/4 y el registro vocal de Spears abarca principalmente dos octavas, de fa3 a sol5.
Después del primer verso, el que da la introducción a la canción, el estribillo es utilizado un total de cuatro veces. Después de los dos versos respectivos, Britney Spears canta dos de los estribillos; luego del puente de la canción es incorporado una vez más un estribillo y, luego del tercer verso, en «Toxic» se repite nuevamente el estribillo, para posteriormente finalizar en un outro.
La letra de «Toxic» está escrita en primera persona en el formato verso-estribillo y está centrada en la adicción de una chica a los besos de un hombre. «Toxic» también está conformada por tres versos y un puente. El estribillo de «Toxic» utiliza dos rimas asonantes; la primera entre las frases «I'm on a ride» y «The taste of the poison paradise»; la segunda entre «I'm addicted to you» y «And I love what you do». El estribillo también utiliza dos figuras literarias de repetición; la primera en la frase incompleta «The taste of...»; la segunda en la pregunta retórica «Don't you know that you're toxic?».

## Lanzamiento

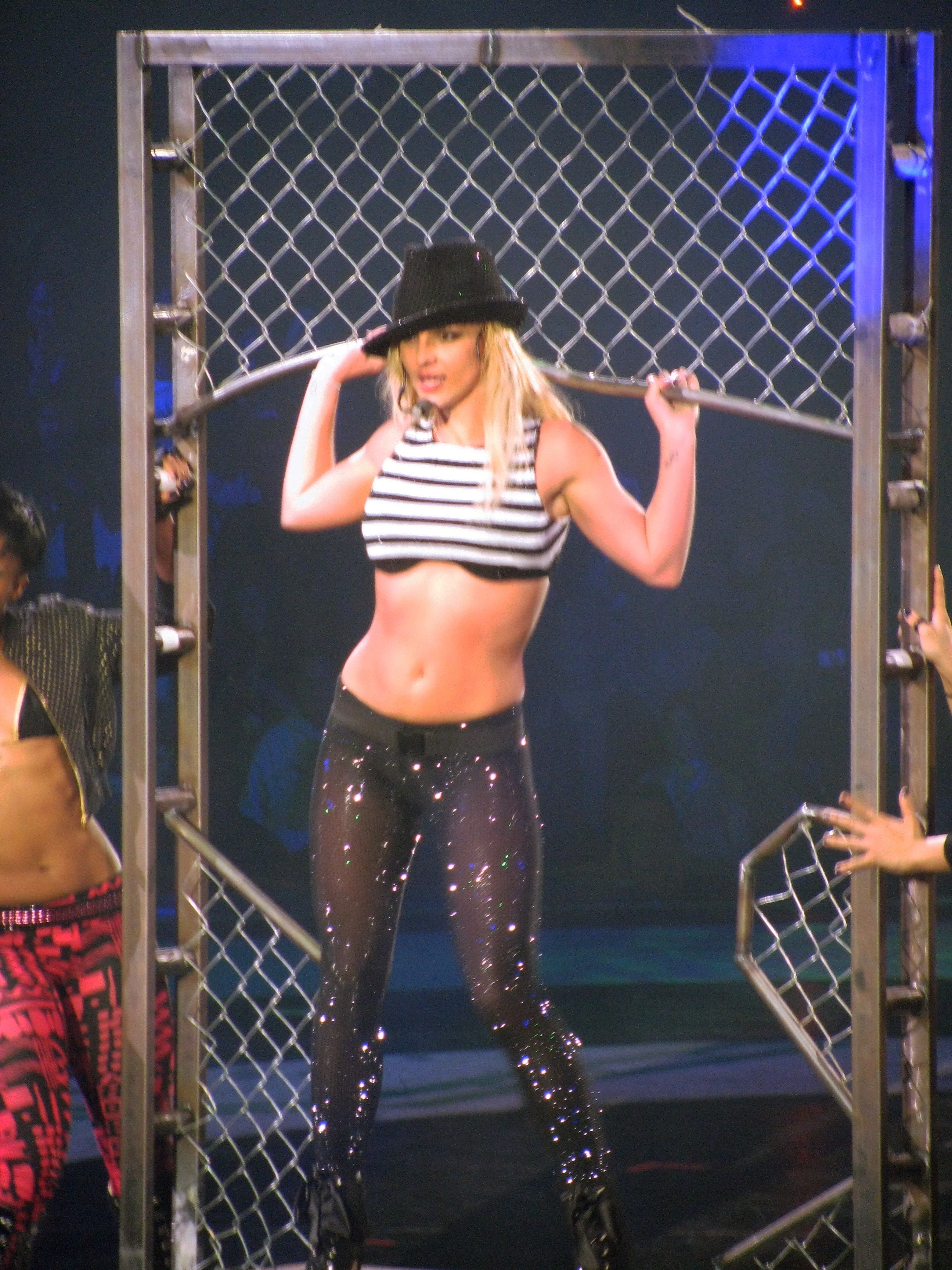
Britney Spears interpretando «Toxic» en el año 2009, en la gira The Circus Starring: Britney Spears.

Debido al descarte del lanzamiento de «Outrageous» como el primer sencillo de In the Zone, la canción fue postergada por Jive para ser lanzada como el segundo sencillo del álbum. Sin embargo, análogo a lo que ocurrió con el lanzamiento del primer sencillo de In the Zone, Britney Spears nuevamente no estuvo de acuerdo con lanzar a «Outrageous», esta vez como el segundo sencillo del álbum, por ello es que, a pesar del desacuerdo con su discográfica, «Toxic» fue lanzado en su lugar.
Entre febrero y marzo de 2004 «Toxic» fue lanzado en las radios, en formatos materiales y como descarga digital alrededor del mundo; de manera particular, en el Reino Unido el sencillo debutó el 13 de marzo de 2004 en la posición n.º 1 en la Lista Musical Británica de Sencillos, tras vender 105 000 copias en su primera semana de lanzamiento; el ingreso a la lista musical de sencillos fue altamente comentado por los medios de comunicación británicos, luego de que superara al ingreso de «Red Blooded Woman» de Kylie Minogue, pues ambas cantantes tienen gran éxito y popularidad en el país.

## Video musical
El vídeo musical de «Toxic» fue dirigido por Joseph Kahn, quien anteriormente trabajó con Britney Spears como director del video musical de «Stronger». Tuvo un costo de un millón de dólares, el cual lo convirtió en el video musical más costoso de la cantante; su línea argumental muestra varias facetas de una Britney Spears agente secreta que busca asesinar a un antiguo amor.
La edición del vídeo fue realizada por David Blackburn.

### Trama
El video musical comienza con una escena de varios cuervos volando delante de un avión Concorde. Entonces Spears es mostrada como una azafata contestando provocativamente un llamado telefónico. Sirve vino en una copa y la pone en su carrito, luego camina por el avión sensualmente, se detiene y levanta la copa y la tira sobre un hombre. Lo limpia y empieza el primer coro donde baila junto a otras chicas. Saca una manta, cobija a un niño y lo besa, luego la chica llama al hombre obeso y lo empuja con su carrito a los servicios —mientras al parecer el jet pasa por Tokio— y lo besa, para posteriormente tirar del rostro aparente del sujeto y revelar el de un hombre atractivo —protagonizado por el modelo Matthew Felker—, a quien le baila sensualmente y le roba una llave. En seguida se muestra a Spears en París, de pelo rojo y vistiendo un catsuit negro, quien es recogida en una motocicleta Ducati 999 por Tyson Beckford —supermodelo y actor estadounidense—. A muy alta velocidad la pareja pasa por una calle (la escena aparece en cámara lenta) dirigiéndose a una fábrica esquivando automóviles. Aparecen dos chicas y vuelve a aparecer la pareja y la escena vuelve a hacerse en cámara lenta. Saltan un puente, la motocicleta da una vuelta y Spears sale volando, se levanta, corre y lanza una cuchilla y ocurre una explosión. Spears camina por el edificio que está en llamas, llega a un cuarto en el que la chica utiliza la llave que robó para obtener una toxina y luego atraviesa un sistema de seguridad para huir mientras suena el coro. De repente aparecen dos discos de vidrio gigantes frente a Spears que se revientan. Las escenas siguientes muestran a Spears, de cabello negro y con apariencia de superhéroe, escalando un edificio para ingresar por un ventanal al departamento de su antiguo amor —protagonizado por el actor Martin Henderson—. Ambos proceden a coquetearse, ella lo lanza a una cama, le coquetea y lo lanza fuera de la cama con su super fuerza. Lo besa y vierte la toxina que robó en su boca, asesinándolo; tras el acto lo besa nuevamente y huye por el balcón, aterrizando en el concorde del comienzo y guiñando un ojo a la cámara para volver a sus deberes como auxiliar de vuelo. El video musical finaliza con los mismos cuervos del comienzo volando detrás del avión supersónico.
Su edición incorpora escenas de Spears cantando y moviéndose de manera sugestiva, cubierta únicamente con una tanga blanca y con cientos de cristales Swarovski pegados a su cuerpo.

### Éxito

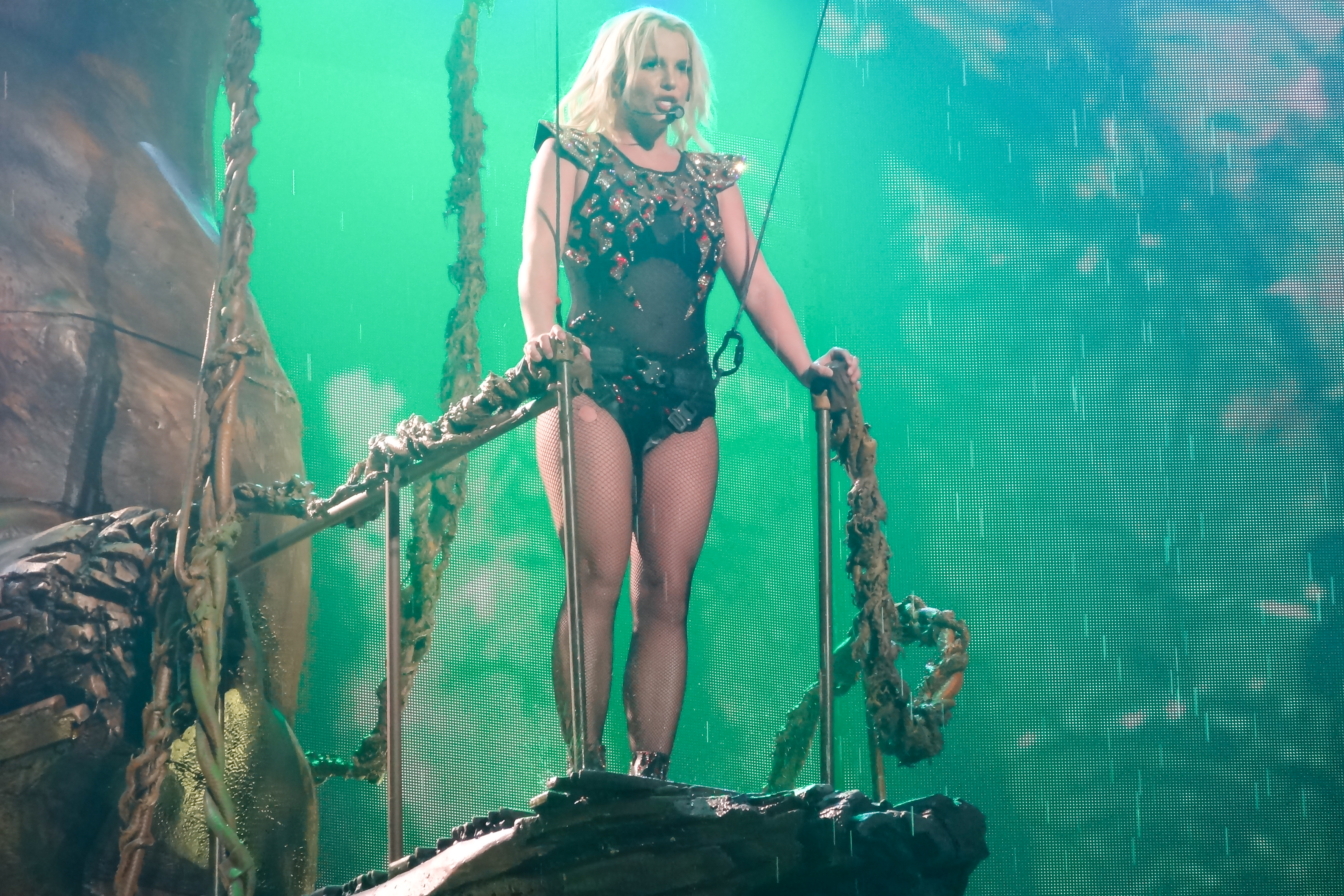
Britney Spears durante la presentación de «Toxic» en un espectáculos de la gira Britney: Piece of Me (2014).

El video musical de «Toxic» tuvo un gran éxito en programas de canales musicales, como Total Request Live de MTV y MuchMusic; el 15 de enero de 2004 este debutó en el Total Request Live, en el cual se posicionó n.º 1 durante dieciséis días y fue enviado al retiro luego de cumplir cincuenta días de permanencia; el video musical también se posicionó n.º 1 en MuchMusic y fue nominado en cuatro categorías en los MTV Video Music Awards 2004 —Mejor video musical Femenino, Mejor Baile en un Video musical, Mejor video musical Pop y video musical del Año—, mas únicamente ganó la última, llevándose el premio más importante de la noche. Chris Watts, el encargado de realizar los efectos visuales del vídeo musical de «Toxic», fue premiado por su trabajo en la categoría Mejores Efectos Visuales en un Video musical de la Sociedad de Efectos Visuales. El 24 de octubre de 2010, el sello publicó el video en la cuenta de Vevo de Spears, donde en mayo de 2013, alcanzó los sesenta y ocho millones de reproducciones, tras ser visitado en mayor medida por personas de Estados Unidos, Canadá y Chile. En 2018, Billboard lo catalogó como el séptimo mejor video musical del siglo XIX. En 2013, John Boone de E! Francia lo catalogó como el segundo mejor video de la cantante.

### Antecedentes
Cuando Britney Spears filmó el vídeo musical de «Toxic» en el año 2003, la cantante ya había comenzado un cambio de imagen y se perfilaba como una «Diva auténtica del pop mundial». Cuando el video musical de «Toxic» fue lanzado en el año 2004, sus aficionados vieron a Britney Spears en una nueva faceta, como un agente secreto que perseguía vengarse de su amante.
De acuerdo a declaraciones de Joseph Kahn, «el argumento es divertido, es como una combinación de las películas de James Bond y el sexo»; combinación que fue complementada con imágenes en las que la cantante es mostrada con un bodysuit transparente que hace parecerla desnuda, cubierta con cientos de diamantes en todo su cuerpo. Al respecto el director señaló que para cuando la cantante le dijo que quería rodar una escena usando diamantes y nada más, él se preguntó: «¿Cómo puedo hacer este trabajo?».
Por su parte, Britney Spears señaló que pese a que fue suya la creación del concepto detrás del video musical de «Toxic», ella había dejado todo en manos de Joseph Kahn, a quien catalogó de «muy ambicioso y profesional». Respecto al video musical en sí, la cantante señaló que en él interpretaba a una «chica villana», que estaba dispuesta a hacer cualquier cosa con tal de conseguir lo que quería.

## Recepción crítica
«Toxic» recibió aclamaciones por parte de la crítica. Heather Richels, de The Paly Voice, elogió su gancho y su carácter pegadizo, calificándola como la canción más atractiva de In the Zone. Al analizar The Onyx Hotel Tour, Pamela Sitt, de The Seattle Times, la describió como el sencillo más «sólido» del disco. Eric Olsen, de Today, lo consideró «poderosamente adictivo» y afirmó que podría ser el mayor éxito del álbum. Caryn Ganz, de Spin, comentó que «Spears da en el clavo con “Toxic»”. Por su parte, Christy Lemire, de Associated Press, también la describió como «increíblemente pegadiza», y señaló que «el estribillo, por sí solo, te hace querer perdonar el video, que parece inspirado en Alias, que acompaña la canción». En 2004, «Toxic»  fue nominada a «Mejor canción» en los MTV Europe Music Awards, aunque perdió frente a «Hey Ya!» de Outkast. Sin embargo, ganó el Premio Grammy a la «Mejor Grabación Dance» durante la 47.ª edición, siendo el primero en su carrera.
Sal Cinquemani, de Slant Magazine, comentó que «“Toxic” y “(I Got That) Boom Boom” muestran a Britney incursionando en el hip hop, aunque está claro que su corazón pertenece a los clubes». En una reseña más negativa, Jamie Gill, de Yahoo! Music Radio, señaló que «en aras de la justicia, cabe mencionar que “Toxic” y “Showdown” podrían haber sido buenas canciones pop en manos de cualquier otro cantante que no fuera Spears». Por su parte, Joan Anderman, de The Boston Globe, la describió como «una cascada frenética y mecanizada de glissandos y unos terribles arreglos de cuerdas enlatados que sepultan el coro más genial (¿el único?) del álbum bajo una masa carente de alegría». Varias revistas musicales populares la escogieron como una de las mejores canciones de la década. Pitchfork Media y Stylus Magazine la ubicaron en las posiciones n.º 13 y n.º 14, respectivamente, en sus listados de las mejores canciones creadas entre el 2000 y el 2005; Blender la ubicó en la posición n.º 110 en su listado de las 500 mejores canciones creadas entre 1980 y el 2005; «Toxic» fue escogida como la segunda canción favorita de todos los tiempos a nivel mundial, después de «We Are the Champions» de Queen, de acuerdo a una encuesta realizada por Sony Ericsson, la cual involucró a 700 000 encuestados de 66 países diferentes. Alim Kheraj de Digital Spy lo enlistó como el segundo mejor sencillo de la cantante.
«Toxic» también figura en el listado de las 100 mejores canciones de la última década, elaborado por la revista estadounidense Rolling Stone, siendo uno de los pocos temas pop que figuran en dicho conteo.

## Rendimiento comercial

### América
«Toxic» tuvo un gran éxito en América; en América Anglosajona fue un éxito en las radios y en ventas materiales y de descagas digitales; en Hispanoamérica tuvo un gran éxito en las radios; se posicionó n.º 1 en las listas musicales de sencillos de Argentina, Canadá, Chile y Colombia; ingresó en las cinco primeras posiciones de la lista musical de sencillos de Brasil y en las diez primeras posiciones del Billboard Hot 100 de los Estados Unidos; elevó de manera considerable las ventas de In the Zone y se convirtió en el sencillo más exitoso de este en el continente.
Estados Unidos
En los Estados Unidos «Toxic» debutó la semana del 31 de enero de 2004 en la posición número 53 del Billboard Hot 100, en la que marcó el mejor debut de la semana. Luego de ocho ascensos consecutivos, la semana del 27 de marzo de 2004, «Toxic» se posicionó número 9 en el Hot 100, donde se convirtió en el cuarto sencillo top 10 de Britney Spears, y en el primero de ellos después de «Oops!... I Did It Again», el cual alcanzó la misma posición en el año 2000.

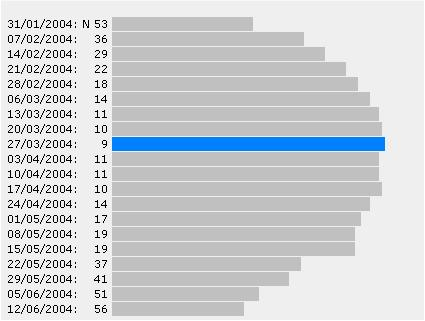
Trayectoria de «Toxic» en el Billboard Hot 100.

Por su parte, durante toda la promoción de su segundo sencillo, In the Zone permaneció fuertemente —salvo por una semana— en el top 40 del Billboard 200, donde incluso reingresó por dos semanas consecutivas al top 10.
Al igual que solo dos de los sencillos anteriores más exitosos de Britney Spears: «...Baby One More Time» y «Oops!... I Did It Again» —ambos producidos por Max Martin—; «Toxic» se posicionó número 1 en el Mainstream Top 40, dado a su gran éxito en las radios del país norteamericano.
Su éxito en radio fue complementado con un éxito comercial basado en las antiguas y nuevas tendencias de la industria musical mundial, tras el fuerte ingreso del mercado de las descargas digitales, las cuales —hasta el año 2005— no eran contabilizadas en el Billboard Hot 100.
Por primera y única vez en su carrera, un sencillo de Britney Spears fue certificado dos veces de Oro por la RIAA, luego de que «Toxic» vendiera 500 000 copias materiales y 500.000 descargas digitales, totalizando la suma de 1 000 000 de copias certificadas, las cuales le convirtieron en el sencillo de mayor éxito comercial de In the Zone en el país. Dichos niveles de ventas elevados, eran algo que un sencillo de la cantante no conseguía desde el año 2000. No obstante, de acuerdo con el sistema de información Nielsen SoundScan, «Toxic» ha registrado ventas de 12 mil copias físicas y 2,3 millones de descargas digitales en Estados Unidos, hasta febrero de 2013 y julio de 2016, respectivamente.
Por su parte, «Toxic» marcó el inicio de una nueva era para Britney Spears en el mercado musical estadounidense, pues desde su lanzamiento, los sencillos posteriores más exitosos de la cantante —como «Gimme More» y «Womanizer»— serían certificados solo por sus ventas de descargas digitales y no por sus ventas materiales.
De acuerdo a Billboard, «Toxic» es el noveno sencillo más exitoso de toda la carrera de Britney Spears hasta el año 2013 en la principal lista de Estados Unidos, la Billboard Hot 100.

### Europa
«Toxic» tuvo un gran éxito en Europa. Se posicionó número uno en las listas musicales de canciones de Irlanda, Noruega y el Reino Unido; e ingresó al top 10 de las de Alemania, Austria, Bélgica, Dinamarca, Finlandia, Francia, Italia, los Países Bajos, Suecia y Suiza. Con ello, al igual que «Me Against the Music», se posicionó número uno en el European Hot 100 Singles de Billboard, donde se convirtió en el segundo y último sencillo número uno de In the Zone.
En Europa «Toxic» registró ventas de 355 000 copias certificadas en cuatro países del continente, con las cuales se convirtió en el sencillo de mayor éxito comercial de In the Zone en la región. Sus ventas registradas en el Viejo Continente, representaron el 24,8% de las ventas totales certificadas por el sencillo a nivel mundial.
En el Reino Unido, el principal mercado musical europeo de habla inglesa, 200 000 de las 355 000 copias fueron certificadas de Plata por la BPI. Misma certificación le fue brindada en Francia por la SNEP, luego de que «Toxic» vendiera 125 000 copias en el país, algo que un sencillo de la cantante no conseguía desde el año 2002. Además de dichas certificaciones, la IFPI de Suecia y la de Noruega le certificaron de Oro y Platino, luego de que el sencillo vendiera 20 000 y 10 000 copias en los respectivos países de la península escandinava. 
Reino Unido
En el Reino Unido, «Toxic» debutó la semana del 7 de marzo de 2004 directamente en la posición número 1 del UK Singles Chart. Esto, tras vender 102 500 copias en su primera semana, y tras superar a «Amazing» de George Michael y «Red Blooded Woman» de Kylie Minogue, los cuales debutaron, de manera respectiva, en las posiciones número 4 y 5 de la lista musical. Con ello, «Toxic» se convirtió en el cuarto sencillo número 1 de Britney Spears en el UK Singles Chart, y en el primero de ellos después de «Oops!... I Did It Again», el cual registró un debut homólogo en la lista musical, la semana del 7 de mayo de 2000.

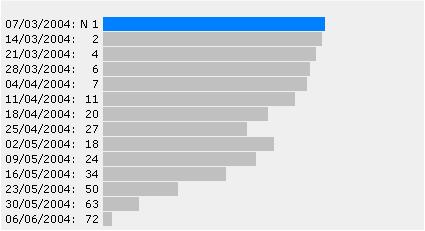
Trayectoria de «Toxic» en el Top 75 del UK Singles Chart.

Por su parte, durante la promoción de su segundo sencillo, In the Zone permaneció, por un período de varias semanas, en el top 40 del UK Albums Chart, en el cual no registró otros logros mayores.
En 2022, la OCC lo reportó como el segundo sencillo más vendido de Spears en el Reino Unido, después de «...Baby One More Time» (1999),
mientras que en 2024, «Toxic» fue certificado triple disco de platino por la BPI, tras vender 1 800 000 copias en el país.
En total, «Toxic» permaneció durante un período de catorce semanas en el Top 75 Singles del UK Singles Chart. De éstas, cinco semanas consecutivas fueron en su "top 10". Con ello, «Toxic» se convirtió en el sencillo más exitoso de In the Zone en la lista musical, lo que lo hizo figurar en la posición número 9 del listado anual del UK Singles Chart, de los sencillos más exitosos del año 2004 en el país.

### Oceanía
Al igual que en el resto de los continentes, en Oceanía «Toxic» tuvo un gran éxito. Este debutó directamente en la posición número 1 de la lista musical de sencillos de Australia, donde se convirtió en el segundo sencillo número 1 consecutivo de In the Zone, e ingresó durante un período de once semanas consecutivas al top 10 de la lista musical de sencillos de Nueva Zelanda, donde se convirtió en el segundo sencillo más exitoso de Britney Spears en el país, después de «...Baby One More Time», y en una de las canciones más exitosas en la historia de la industria musical del país.
Solo en Oceanía, «Toxic» registró ventas de 77 500 copias certificadas en los dos mercados musicales más importantes del continente. En Australia, este fue certificado de Platino por la ARIA, mientras que en Nueva Zelanda, «Toxic» fue certificado de Oro por la RIANZ, homólogo a como lo hicieron, en el año 1999, dos sencillos anteriores de la cantante: «Sometimes» y «(You Drive Me) Crazy».
Con todo ello, «Toxic» se convirtió en el sencillo más exitoso de In the Zone en Oceanía, y en el cuarto sencillo más exitoso de la cantante en las listas musicales de sencillos del continente, después de «...Baby One More Time», «Sometimes» y «Piece of Me».
Australia
En Australia, «Toxic» debutó la semana del 21 de marzo de 2004 directamente en la posición número 1 del Top 50 Singles de ARIA Charts. Con ello, «Toxic» se convirtió en el cuarto sencillo número 1 de Britney Spears en la lista musical, y en el primero de ellos después de «Me Against the Music», el cual registró un debut homólogo en ésta, la semana del 23 de noviembre de 2003.
Por su parte, durante la promoción de su segundo sencillo, In the Zone solo extendió su permanencia en el top 40 del Top 50 Álbumes de ARIA Charts.
De manera paralela, al igual que cinco sencillos anteriores de la cantante —«Sometimes», «(You Drive Me) Crazy», «Oops!... I Did It Again», «Lucky» y «Me Against the Music»—, «Toxic» fue certificado de Platino por la ARIA, tras vender 70 000 copias en el país.
En total, «Toxic» permaneció durante un período de nueve semanas en la lista musical. De éstas, seis semanas consecutivas fueron en su top 10, tal y como lo hicieron «Oops!... I Did It Again» y «Lucky», en el año 2000. Con ello, «Toxic» se convirtió en el segundo sencillo más exitoso de In the Zone en el Top 50 Singles de ARIA Charts, después de «Me Against the Music».

## Presentaciones

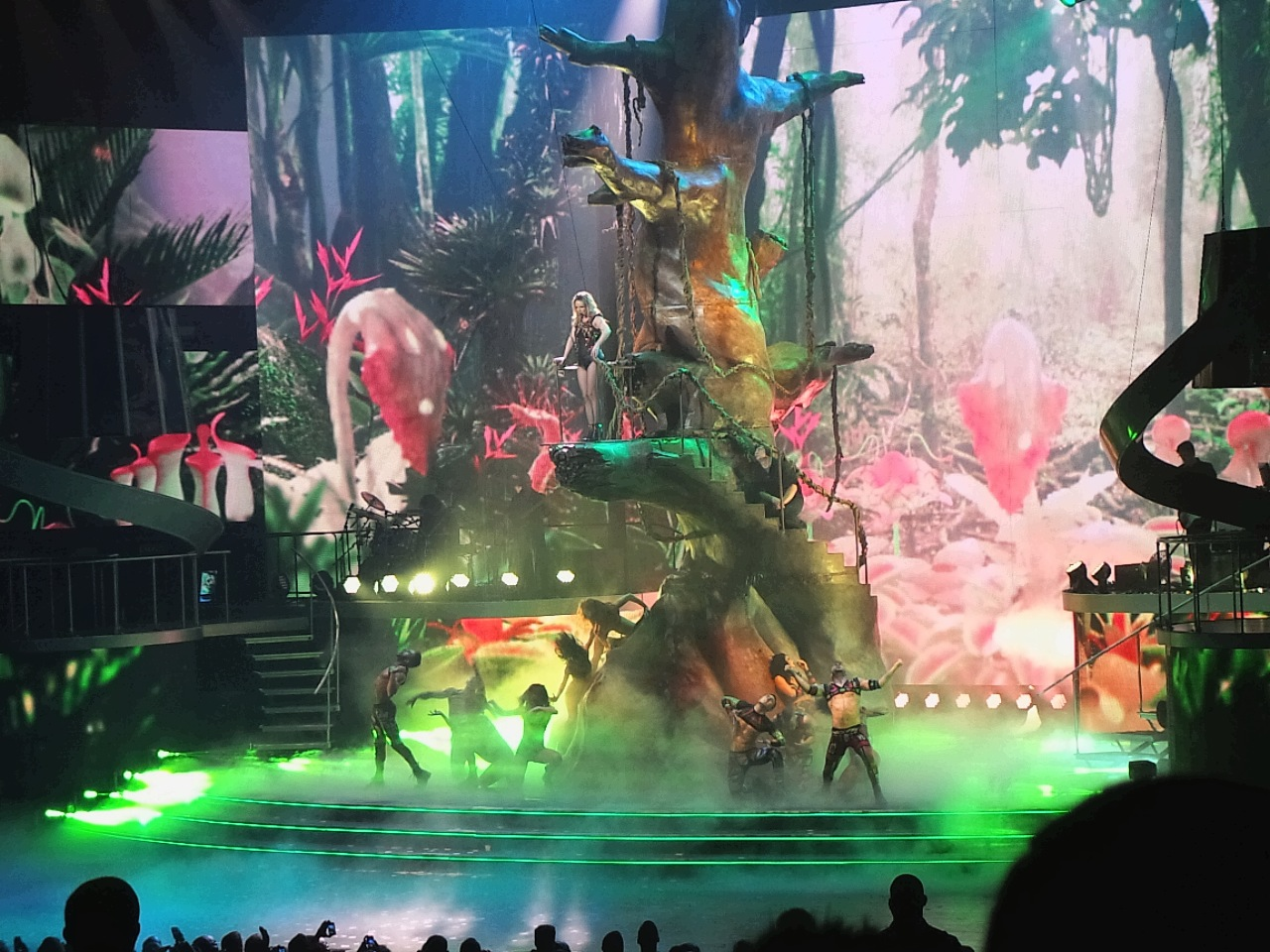
Britney Spears interpretando «Toxic».

Chris Willman de Yahoo! catalogó su pesentacón del especial de ABC como una de las mejores de la cantante. «Toxic» ha sido incluida en los repertorios de cuatro giras de Britney Spears y una de Selena Gomez, los que corresponden a todos los tours que la cantante ha realizado desde el lanzamiento de la canción como sencillo. Dichas giras son:
- The Onyx Hotel Tour
- The M+M's Tour
- The Circus Starring: Britney Spears
- Femme Fatale Tour[51]

En 2013, la cantante incluyó a «Toxic» en el repertorio de su residencia en Las Vegas, Britney: Piece of Me. Asimismo, en mayo de 2016 la canción formó parte del popurrí realizado por la cantante en la gala de los Billboard Music Awards, debido a que fue homenajeada con el premio Billboard Millennium Award, el cual reconoce los logros de su carrera e influencia en la industria de la música.

## Créditos
- Voz: Britney Jean Spears
- Escrita por Cathy Dennis, Christian Lars Karlsson, Pontus Winnberg y Henrik Jonback.
- Producida por Bloodshy & Avant.
- Grabada por Bloodshy & Avant en los Estudios Bloodshy & Avant, Estocolmo, Suecia y en los Estudios de Grabación Cáliz, Los Ángeles, California, Estados Unidos.
- Mezclada por Niklas Flyckt en los Estudios Mandarina, Estocolmo, Suecia.
- Teclado, programación, bajo y guitarra por Bloodshy & Avant.
- Guitarra adicional por Henrik Jonback.

## Formatos
| CD-Sencillo |                                  |          |  |
| N.º         | Título                           | Duración |  |
| 1.          | «Toxic»                          | 03:21    |  |
| 2.          | «Toxic» (Álbum Mix Instrumental) | 03:19    |  |

| CD-Maxi |                                          |          |  |
| N.º     | Título                                   | Duración |  |
| 1.      | «Toxic»                                  | 03:21    |  |
| 2.      | «Toxic» (Álbum Mix Instrumental)         | 03:19    |  |
| 3.      | «Toxic» (Bloodshy & Avant's Remix)       | 05:35    |  |
| 4.      | «Toxic» (Armand Van Helden Remix — Edit) | 06:25    |  |

| The Singles Collection BoxSet CD-Sencillo |                                                |          |  |
| N.º                                       | Título                                         | Duración |  |
| 1.                                        | «Toxic» (Álbum Version)                        | 03:21    |  |
| 2.                                        | «Toxic» (Bloodshy & Avant's Intoxicated Remix) | 05:35    |  |

## Listas

### Semanales
| País              | Lista                 | Primera semana | Posición de ingreso | Mejor posición | Semanas en la mejor posición | Semanas en lista | Última semana |
| ----------------- | --------------------- | -------------- | ------------------- | -------------- | ---------------------------- | ---------------- | ------------- |
| América del Norte |                       |                |                     |                |                              |                  |               |
| Estados Unidos    | Billboard Hot 100     | 31-1-2004      | 53                  | 9              | 1                            | 25               | 31-7-2004     |
| Estados Unidos    | Dance/Club Play Songs | 31-1-2004      | 34                  | 1              | 1                            | 13               | 6-5-2004      |
| Estados Unidos    | Pop Songs             | 31-1-2004      | 48                  | 1              | 4                            | 26               | 6-8-2004      |
| Estados Unidos    | Radio Songs           | 31-1-2004      | 53                  | 10             | 3                            | 20               | 2-8-2004      |
| América del Sur   |                       |                |                     |                |                              |                  |               |
| Chile             | Top 20 Singles        | 28-2-2004      | 7                   | 1              | 6                            | 15               | 5-6-2004      |
| Argentina         | Argentina Hot 100     | 21-2-2004      | 35                  | 1              | 3                            | 30               | 2-9-2004      |
| Europa            |                       |                |                     |                |                              |                  |               |
| Alemania          | Top 100 Singles       | 21-2-2004      | 4                   | 4              | 2                            | 17               | 12-6-2004     |
| Austria           | Top 75 Singles        | 22-2-2004      | 9                   | 5              | 3                            | 22               | 18-7-2004     |
| Bélgica (Flandes) | Top 50 Singles        | 7-2-2004       | 30                  | 6              | 1                            | 14               | 8-5-2004      |
| Bélgica (Valonia) | Top 50 Singles        | 7-2-2004       | 32                  | 6              | 1                            | 19               | 12-06-2004    |
| Dinamarca         | Top 40 Singles        | 13-2-2004      | 4                   | 4              | 4                            | 12               | 30-04-2004    |
| Finlandia         | Top 20 Singles        | 11-2-2004      | 15                  | 8              | 1                            | 5                | 10-3-2004     |
| Francia           | Top 100 Singles       | 8-2-2004       | 86                  | 3              | 1                            | 29               | 22-08-2004    |
| Irlanda           | Top 50 Singles        | 4-3-2004       | 1                   | 1              | 4                            | 16               | 17-06-2004    |
| Italia            | Top 20 Singles        | 12-2-2004      | 4                   | 4              | 1                            | 18               | 17-6-2004     |
| Noruega           | Top 20 Singles        | 24-2-2004      | 1                   | 1              | 3                            | 15               | 8-6-2004      |
| Países Bajos      | Top 100 Singles       | 7-2-2004       | 78                  | 6              | 1                            | 13               | 1-5-2004      |
| Reino Unido       | Top 75 Singles        | 7-3-2004       | 1                   | 1              | 1                            | 14               | 6-6-2004      |
| Suecia            | Top 60 Singles        | 27-2-2004      | 2                   | 2              | 1                            | 20               | 9-7-2004      |
| Suiza             | Top 100 Singles       | 15-2-2004      | 41                  | 4              | 3                            | 27               | 15-8-2004     |
| Oceanía           |                       |                |                     |                |                              |                  |               |
| Australia         | Top 50 Singles        | 21-3-2004      | 1                   | 1              | 2                            | 9                | 16-5-2004     |
| Nueva Zelanda     | Top 40 Singles        | 15-2-2004      | 38                  | 2              | 2                            | 23               | 26-7-2004     |

## Sucesiones
| Predecesor: «Shut Up» de The Black Eyed Peas | Top 20 Singles — Sencillo número uno 24 de febrero de 2004 — 15 de marzo de 2004     | Sucesor: «Yeah!» de Usher con Lil Jon y Ludacris |
| Predecesor: «Milkshake» de Kelis             | Top 50 Singles — Sencillo número uno 4 de marzo de 2004 — 31 de marzo de 2004        | Sucesor: «Yeah!» de Usher con Lil Jon y Ludacris |
| Predecesor: «Mysterious Girl» de Peter Andre | UK Singles Chart — Sencillo número uno 7 de marzo de 2004 — 13 de marzo de 2004      | Sucesor: «Cha Cha Slide» de DJ Casper            |
| Predecesor: «With You» de Jessica Simpson    | Pop Songs — Sencillo número uno 20 de marzo de 2004 — 16 de abril de 2004            | Sucesor: «Yeah!» de Usher con Lil Jon y Ludacris |
| Predecesor: «Superstar» de Jamelia           | Top 50 Singles — Sencillo número uno 21 de marzo de 2004 — 3 de abril de 2004        | Sucesor: «Yeah!» de Usher con Lil Jon y Ludacris |
| Predecesor: «Face to Face» de Daft Punk      | Dance/Club Play Songs — Sencillo número uno 27 de marzo de 2004 — 2 de abril de 2004 | Sucesor: «Love Profusion» de Madonna             |

## Anuales
| 2004 \| América \| \| \| \| Estados Unidos \| Billboard Hot 100[66] \| 48 \| \| Estados Unidos \| Radio Songs[66] \| 48 \| \| Estados Unidos \| Pop Songs[66] \| 10 \| \| Estados Unidos \| Digital Tracks[66] \| 8 \| \| Estados Unidos \| Dance Airplay[66] \| 16 \| \| Europa \| \| \| \| Alemania \| Top 100 canciones[67] \| 30 \| \| Irlanda \| Top 20 Singles[68] \| 7 \| \| Reino Unido \| Top 200 Singles[69] \| 9 \| \| Europa \| Top 100 canciones[66] \| 10 \| \| Oceanía \| \| \| \| Australia \| Top 100 Singles[70] \| 38 \| |                   |          |
| País | Lista             | Posición |
| América |                   |          |
| Estados Unidos | Billboard Hot 100 | 48       |
| Estados Unidos | Radio Songs       | 48       |
| Estados Unidos | Pop Songs         | 10       |
| Estados Unidos | Digital Tracks    | 8        |
| Estados Unidos | Dance Airplay     | 16       |
| Europa |                   |          |
| Alemania | Top 100 canciones | 30       |
| Irlanda | Top 20 Singles    | 7        |
| Reino Unido | Top 200 Singles   | 9        |
| Europa | Top 100 canciones | 10       |
| Oceanía |                   |          |
| Australia | Top 100 Singles   | 38       |

## Certificaciones
| País           | Proveedor    | Año  | Certificación | Nivel | Simbolización | Ventas certificadas | Tipo    |
| -------------- | ------------ | ---- | ------------- | ----- | ------------- | ------------------- | ------- |
| América        |              |      |               |       |               |                     |         |
| Estados Unidos | RIAA         | 2023 | Platino       | 6     | ▲             | 6.000.000           | Digital |
| Europa         |              |      |               |       |               |                     |         |
| Francia        | SNEP         | 2005 | Plata         | 1     | ♦             | 125.000             | Físico  |
| Noruega        | IFPI Noruega | 2004 | Platino       | 1     | ▲             | 10.000              | Físico  |
| Reino Unido    | BPI          | 2024 | Platino       | 3     | 3▲            | 1.800.000           | Físico  |
| Suecia         | IFPI Suecia  | 2004 | Oro           | 1     | ●             | 10.000              | Físico  |
| Oceanía        |              |      |               |       |               |                     |         |
| Australia      | ARIA         | 2004 | Platino       | 1     | ▲             | 70.000              | Físico  |
| Nueva Zelanda  | RIANZ        | 2004 | Oro           | 1     | ●             | 7.500               | Físico  |